# Каролинское болото
Каролинское болото ― болото в Докшицком и Лепельском районах Витебской области Республики Беларусь.

## Описание болота
Болото низинного типа в водосборе реки Березина. Площадь 7,4 тыс. га. Средняя глубина торфа 1,8 м, степень разложения 29—36 %, зольность 9—10,9 %. Частично осушено, используется под сенокос. Болото входит в Березинский заповедник и его охранную зону.

## Растительность
Для естественной растительности характерны берёзовые, черноольховые, осоково-сфагновые и осоковые ассоциации; в некоторых местах растёт еловый лес.